# أنقليس المياه العذبة الثعباني
أنقليس المياه العذبة الثعباني (الاسم العلمي: Lamnostoma kampeni) هو نوع من الأنقليس، يتبع فصيلة الأنقليس الثعباني.